# Miami Sol 2001
La stagione 2001 delle Miami Sol fu la 2ª nella WNBA per la franchigia.
Le Miami Sol arrivarono terze nella Eastern Conference con un record di 20-12. Nei play-off persero la semifinale di conference con le New York Liberty (2-1).

## Roster
| N° | Naz.                   | Ruolo | Sportivo          | Anno | Alt. | Peso |
| -- | ---------------------- | ----- | ----------------- | ---- | ---- | ---- |
| 00 | Stati Uniti (bandiera) | A     | Tracy Reid        | 1976 | 180  | 68   |
| 5  | Stati Uniti (bandiera) | G     | Kisha Ford        | 1975 | 178  | 69   |
| 6  | Australia (bandiera)   | G     | Sandy Brondello   | 1968 | 170  | 62   |
| 7  | Stati Uniti (bandiera) | C     | Ruth Riley        | 1979 | 196  | 88   |
| 12 | Stati Uniti (bandiera) | A     | Katrina Colleton  | 1971 | 178  | 66   |
| 13 | Colombia (bandiera)    | C     | Levys Torres      | 1978 | 193  | 77   |
| 14 | Germania (bandiera)    | C     | Marlies Askamp    | 1970 | 196  | 90   |
| 25 | Stati Uniti (bandiera) | G     | Marla Brumfield   | 1978 | 173  | 60   |
| 28 | Russia (bandiera)      | A     | Elena Baranova    | 1972 | 196  | 83   |
| 31 | Stati Uniti (bandiera) | G     | Debbie Black      | 1966 | 157  | 56   |
| 52 | Stati Uniti (bandiera) | A     | Kristen Rasmussen | 1978 | 188  | 86   |
| 55 | Stati Uniti (bandiera) | G     | Sheri Sam         | 1974 | 180  | 81   |

## Staff tecnico
- Allenatore: Ron Rothstein
- Vice-allenatori: Jenny Boucek, Tony Fiorentino